# Mésziszap
A cukorgyári mésziszap egy talajjavító anyag, mely a cukorgyártás során keletkezik. 
Magas foszfor és kalcium tartalma (CaCO3 40-60%), valamint lúgos kémhatása révén igen jól alkalmazható a savanyú talajok javítására, valamint tápanyag-utánpótlásra. Maga az "iszap" elnevezés csalóka, hiszen a mésziszap halmazállapota szilárd, s ennek köszönhetően akár műtrágyaszóróval is ki lehet juttatni a területre.

## Jelentősége
Maga a talajsavanyodás egy természetes folyamat, hiszen fejlődésük során a különböző szántóföldi növények kalciumot vonnak ki a talajból, de a különféle műtrágyák használata is a talaj savanyodásához vezet. A talajban található tápanyagokat (kalcium, magnézium, kálium, foszfor) tehát pótolni kell, míg a talaj kémhatását az optimális szintre kell emelni. A meszezés önmagában nem helyettesíti a trágyázást, viszont javítja annak hatékonyságát.

## További információ
- Mésziszap szórás Youtube